# 員林廣寧宮
23°57′24″N 120°34′24″E / 23.956600°N 120.573300°E
員林廣寧宮是彰化縣員林市光明里一座主祀三山國王的廟宇，創建於清朝雍正年間，位於員林第一市場的隔壁，在地居民又稱此廟為「王爺宮」。

## 沿革
清雍正四年(1726年)，員林當地仕紳許學乾倡議，自廣東省揭西縣霖田祖廟與湄洲天后宮迎請三山國王和天上聖母建廟奉祀，立廟名為「員林廣福宮」。由於語言及族群因素，福建省移民將其中一尊二媽神像移奉另建廟宇，發展為後來的員林福寧宮，而大媽神像則留在廣寧宮後殿，稱為「廣福媽」。
員林廣寧宮在清領時期曾經作為台灣粵籍移民的聚會場所，日治時期曾被日本政府挪用為日語傳習所，也就是員林國小的前身，現今的廟體則為民國六十五年(1976年)所重建。

## 祀神
員林廣寧宮主祀三山國王，配祀有天上聖母(廣福媽)、觀音佛祖、福德正神等神祇，其中二樓觀音殿祀有「安濟靈王」王伉，為三國時期的人物，又稱「青龍爺」。其信仰在潮汕地區有重要地位，而在台灣奉有安濟靈王的廟宇則較為少見。

## 換涼傘蓋靈印
員林廣寧宮與員林福寧宮同為彰化南瑤宮笨港進香回鑾駐駕廟宇之一，當進香隊伍抵達員林市時，會由廣寧宮廣福媽負責接駕。早年曾經引發爭端與搶轎事件，為了確保其不再發生，廣寧宮便於南瑤宮簽訂相關合約，並舉行換涼傘與蓋靈印儀式避免衝突。

〈員林廣寧宮大媽接香換傘協議書〉
  茲因歷年南瑤宮天上聖母往笨港進香回鑾經至東螺東堡粵人溪底之際員林街廣寧宮大媽街香換傘之時眾爐下屢起爭端適於明治四十五年舊歷二月十五日各爐下代表者齊集南瑤宮共議換傘決定于左：
一、大媽四媽進香年員林街大媽應接聖四媽　聖駕換傘是也。
二、二媽五媽進香年員林街大媽應接興二媽　聖駕換傘是也。
三、三媽六媽進香年員林街大媽應接新三媽　聖駕換傘是也。
明治四十五年舊曆貳月拾伍日
南瑤宮　　立

## 外部連結
- 員林廣寧宮的Facebook專頁